# 誓願寺
誓願寺（せいがんじ）は、京都市中京区新京極通にある浄土宗西山深草派の総本山の寺院。山号は深草山。本尊は阿弥陀如来。本堂には新西国三十三箇所第15番と洛陽三十三所観音霊場第2番札所本尊の十一面観音も祀られている。

## 歴史
天智天皇6年（667年）、天智天皇の勅願により奈良に創建された。三論宗の寺院となるがいつしか改宗し、法相宗の興福寺の所有となった。平安時代には清少納言や和泉式部が帰依し、女人往生の寺といわれた。
その後、誓願寺は法相宗の蔵俊僧都が法然上人に譲ったことにより、浄土宗の所属となり、京の一条小川（現・元誓願寺通付近）に移転する。そこに法然上人の弟子である西山上人証空が入り、自らが唱える西山義の教えを広め始め、浄土宗西山派が成立していった。後に弟子の立信（円空）が証空から受け継いだ誓願寺の他に、深草の地に真宗院を建立し、証空の教えの上に更に自らの考えをも取り入れて深草流の教えを確立し、広めた。
天正元年（1573年）の火災で荒廃していたが、天正19年（1591年）2月には、豊臣秀吉の命を受けて現在の新京極へ移転し、秀吉の側室であった京極竜子（松の丸殿）とその生家の京極氏から広い敷地が与えられた。京極竜子は堂塔の再興にも尽力し、木食応其の勧進もあって慶長2年（1597年）3月11日に落慶法要が行われ、高野衆50人が参列したという。
安永年間（1772年 - 1781年）には塔頭18ヵ寺の他、三重塔まで存在し、境内には芝居小屋、見せ物小屋が立ち並んでいたが、天明、弘化、元治年間に三度大火に罹り、さらに明治維新とそれに続く廃仏毀釈、1872年（明治5年）から始まった新京極通の整備で寺地を公収され境内は狭隘となった。
また、現在の本尊である阿弥陀如来坐像は元々は石清水八幡宮にあり、八幡神の本地仏として安置されていたものである。神仏分離によって1869年（明治2年）に当寺に移されて本尊となった。
1876年（明治9年）には誓願寺は浄土宗西山派の北本山となる。だが、1919年（大正8年）に浄土宗西山派はそれぞれの考えの違いから浄土宗西山光明寺派（戦後に西山浄土宗となる）、浄土宗西山禅林寺派、浄土宗西山深草派の三つに分裂してしまい、現在に至っている。
京都御所に近いことから朝廷との交流も多く見られた。能の曲目に『誓願寺』があるが、当寺のことを指している。説教から発達した講談、落語、漫才などの芸人の成就を祈願する寺として、扇塚のある寺として芸能関係にはよく知られている。また、落語発祥の寺ともいわれている。今でも関西地方の芸人たちがこの寺で練習会を営んでいる。
京極竜子と豊臣秀頼の子・国松の墓が塔頭・竹林院にあったが、1904年（明治37年）に東山区の豊国廟に移されている。
1932年（昭和7年）9月26日、失火による火災。本尊の阿弥陀如来仏像（恵心作）、四天王像（運慶作）などが焼失。
2018年（平成30年）10月17日、法主の井ノ口泰淳が在職中に死去。2019年（平成31年）1月17日、福泉寺（愛知県西尾市）住職の倉内賢道が法主ならびに管長に就任した。

## 境内
- 本堂 - 1964年（昭和39年）に鉄筋コンクリート造で再建。本尊の阿弥陀如来のほか、新西国三十三箇所第15番と洛陽三十三所観音霊場第2番札所本尊の十一面観音も祀る。寺務所にもなっている。
- 誓願寺会館
- 庭園
- 北向地蔵尊
- 扇塚
- 鐘楼
- 山門

## 文化財

### 重要文化財
- 絹本著色誓願寺縁起 3幅
- 木造毘沙門天立像 - 平安時代。像高91.5cm。京都国立博物館寄託。

### 京都府指定有形文化財
- 地蔵十王図 11幅

## 前後の札所
新西国三十三箇所
14 神峯山寺　-　15 誓願寺　-　16 千本釈迦堂
洛陽三十三所観音霊場
1 六角堂頂法寺　-　2 誓願寺　-　3 護浄院
洛陽六阿弥陀めぐり
5 安養寺（倒蓮華寺）　-　6 誓願寺　
法然上人二十五霊場
19 法然寺　-　20 誓願寺　-　21 勝林院
西山国師遺跡霊場
8 永観堂禅林寺　-　9 誓願寺　-　10 南遣迎院
真盛上人二十五霊場
5 生源寺　-　6 誓願寺　-　7 西方尼寺